# Франц Йозеф Штраус
Франц Йозеф Штраус (нім. Franz Georg Strauß; 6 вересня 1915, Мюнхен — 3 жовтня 1988, Регенсбург) — визначний баварський політик і німецький державний діяч; федеральний міністр в урядах Конрада Аденауера, Людвіга Ергарда та Курта Кісінгера. Член Бундестагу в 1949–1978 рр. та в січні-березні 1987. Генеральний секретар ХСС 1949–1952, голова партії 1961–1988.
Йозеф Штраус увійшов у німецьку історію як контроверсійна, конфліктна або спірна фігура. З одного боку він відіграв визначну роль у будівництві збройних сил ФРН в повоєнний час та підвищення обороноздатності Німеччини перед лицем ескалації ядерної воєнної загрози з боку СРСР та Варшавського пакту під час Холодної війни.
З іншого боку його політична ера була затьмарена скандалами: — купівля для бундесверу неякісних літаків F-104 Starfighter, спроба оснащення бундесвера ядерною зброєю та протистояння Штрауса конституційній свободі незалежних ЗМІ, а саме — конфлікт з редакцією часопису «Шпігель». Що йому коштувало посади міністра оборони та кар'єри майбутнього бундесканцлера. Після відставки Штрауса наприкінці його життя та після смерті також відкрилися деякі афери та корупційні схеми його сприяння приватним друзям з кіл баварських підприємців.

## Життєпис
Народився в сім'ї баварського м'ясника за фахом та політика, активного члена та співзасновника Баварської народної партії (1919) Франца Йозефа Штрауса (1875—1949). Партія була розпущена в 1933 році після приходу до влади Гітлера і НСДАП. Після закінчення гімназії з найкращою відзнакою готував себе до професії історика, вивчав антропологію і історію в Мюнхенському університеті. На початку Другої світової війни в 1939 році був призваний до Вермахту, служив у артилерії на Західному фронті. Після початку війни з СРСР влітку 1941 року був переведений на Східний фронт, побував за окупаційними військами у Львові, бачив тіла вбитих в тюрмі енкавдистами українських в'язнів та вбите цивільне єврейське населення Львова, що згідно його спогадам, справило на нього глибоке враження. Взимку 1942/43 Штраус відморозим обидви стопи і був переведений до штабної батареї, а потім командиром зенітно-артилерійської школи в Альтенштадті, Баварія.

## Політична кар'єра
У федеральному уряді Західної Німеччини Штраус займав наступні посади:
- міністр з особливих доручень (1953—1955)
- міністр з атомних питань (1955—1956)
- міністр оборони (1956—1962)
- міністр фінансів (1966—1969)

З 1978 по 1988 рік він був прем'єр-міністром Баварії. В 1980 році він виставив свою кандидатуру на посаду Федерального канцлера — супроти Гельмута Шмідта (партія СДПН), що тоді займав цю посаду.

## Інша діяльність
Штраус підтримував тісні зв'язки з ведучіми керівниками індустрії і був одним з головних ініціаторів та співзасновників європейського авіабудівного концерну Airbus.

## Державні нагороди
- Залізний хрест 2-го класу
- Нагрудний знак «За участь у загальних штурмових атаках»
- Нагрудний знак «За поранення» в чорному
- Хрест Воєнних заслуг 2-го класу з мечами

- Орден «За заслуги перед Італійською Республікою», великий хрест (1957)
- Орден «За заслуги перед Федеративною Республікою Німеччина», великий хрест 1-го ступеня (1958)
- Баварський орден «За заслуги» (1959)
- Орден Корони (Бельгія), великий хрест (1960)
- Орден Георга I, великий хрест (Греція) (1960)
- Орден Оранських-Нассау, великий хрест (Нідерланди) (1960)
- Орден Почесного легіону, великий офіцерський хрест (1962)
- Орден Святого Сильвестра, великий хрест (1962)
- Національний орден Заслуг (Еквадор), великий хрест (1962)
- Національний орден Республіки Кот-д'Івуар, великий офіцерський хрест (1967)
- Орден Портрета володаря 1-го класу (Іран) (1967)
- Орден Нігера, великий командор (Нігерія) (1968)
- Орден Карла Валентина (1977)
- Орден Зірки Йорданії, великий хрест (1978)
- Орден Екваторіальної зірки, командорський хрест (Габон) (1978)
- Орден Зірки Африки, великий хрест (Лівія) (1979)
- Орден Лева (Малаві), великий офіцерський хрест (1981)
- Великий золотий почесний знак «За заслуги перед Австрійською Республікою» (1982)
- Почесний знак землі Зальцбург, великий хрест (Австрія) (1985)
- Орден Правої руки Гуркки 1-го класу (Непал) (1986)
- Європейська премія Куденгофе-Калерґі (1989)
- Європейська премія Карла Земельної асоціації судетських німців

## Вшанування
- Почесний громадянин Мюнхена, Регенсбурга, Чикаго та Ізміру
- Премія імені Штрауса
- Мюнхенський аеропорт імені Штрауса